# Lobocleta perirrorata
Lobocleta perirrorata är en fjärilsart som beskrevs av Alpheus Spring Packard 1873. Lobocleta perirrorata ingår i släktet Lobocleta och familjen mätare. Inga underarter finns listade i Catalogue of Life.